# Adra
Adra és una localitat de la província d'Almeria, a l'est d'Andalusia. Adra és el municipi situat més al sud-oest de la província d'Almeria, en l'extrem occidental de la comarca del Poniente d'Almeria, amb una extensió de 8750 hectàrees i 13 quilòmetres de línia costanera. La seva distància respecte a la capital d'Almeria és d'uns 50 quilòmetres. Limita a l'oest amb Albuñol i Turón, a la Província de Granada, i a l'est amb Berja.

## Demografia
| 1998   | 1999   | 2000   | 2001   | 2002   | 2003   | 2004   | 2005   | 2006   | 2007   |
| ------ | ------ | ------ | ------ | ------ | ------ | ------ | ------ | ------ | ------ |
| 21.016 | 21.286 | 21.505 | 21.810 | 22.034 | 21.704 | 22.257 | 23.195 | 23.547 | 23.742 |

## Nuclis de població
| Entitat de Població   | Pob. (2006) |
| --------------------- | ----------- |
| Adra                  | 18.682      |
| Puente del Rio        | 1.805       |
| La Curva              | 1.712       |
| La Alquería           | 291         |
| Cuatro Higueras       | 274         |
| Guainos Bajo          | 193         |
| Venta Nueva           | 146         |
| El Lance de la Virgen | 110         |
| El Toril              | 79          |
| La Alcazaba           | 57          |
| Fuente del Ahijado    | 52          |
| La Fuente Santilla    | 37          |
| El Campillo           | 28          |
| Guainos Altos         | 18          |
| El Canal              | 17          |
| El Patio              | 12          |
| La Parra              | 10          |
| Los Pérez             | 8           |
| Los Moras             | 7           |
| Gurrias               | 5           |
| La Loma de los Vargas | 2           |

## Personatges il·lustres
- La Veneno (1964), vedette